# Улица Ползунова (Барнаул)
Улица Ползунова — старейшая улица Барнаула.
Расположена в исторической части Центрального района города. Начинается от улицы Промышленной и проходит в юго-западном направлении до Революционного переулка. Протяженность — 2,7 км. Ширина — от 3 до 10 метров. Трамвайные пути проложены от Социалистического до Красноармейского проспекта.
Своё современное название улица получила в честь изобретателя первой паровой машины Ивана Ползунова в 1947 году, а до этого носила названия Петропавловской, Набережной и Республики. Улица появилась практически сразу после основания Барнаульского сереброплавильного завода в 1730—1740-х годах, и упоминания о ней содержатся на планах Барнаула 1748 и 1752 годов.

## История
Первое название улицы — Петропавловская линия — получила по построенной на ней в 1748 году первой городской церкви.
Сереброплавильный завод, который положил начало Барнаулу, находился в южной оконечности улицы, рядом со зданием бывшего инструментального магазина, в котором хранился заводской арсенал, казна и материалы.
В д. 49 располагалась Канцелярия Колывано-Воскресенских заводов, построенная в 1760-е годы на месте снесённой наводнением в 1793 году Демидовской заводской конторы, в которой работал Иван Ползунов.
Д. 56 — бывшая усадьба А. А. Лесневского, начальника чертежной мастерской Алтайского округа.
Декоративные портики высокой кирпичной ограды, оформлявшие когда-то въезд во двор Барнаульского сереброплавильного завода, были возведены архитектором Я. Поповым в конце 1820-х годов по образцу портиков ограды Аничкова дворца в Санкт-Петербурге. Широкие разрывы между зданиями заводской конторы, архива и Главной чертёжной Колывано-Воскресенских заводов заполнены глухими каменными оградами с двухколонными портиками, объединяющими три здания в единую сложную композицию с центральной и боковыми осями симметрии. Кроме устройства оград также было перестроено здание архива.
В 1844—1848 годах на противоположной стороне этой улицы построено здание Главной химической лаборатории и реконструировано здание аптеки. Все эти здания имели компактные объёмы, симметричные фасады, решённые в одном стиле. В результате этой реконструкции улица получила законченное архитектурное решение.
Д. 35 — нынешнее здание краевой филармонии, бывший «Народный дом» — памятник классицизма в русском стиле. В начале XX века здесь находился драматический театр.
Напротив филармонии расположен краеведческий музей — бывшая химическая золотосплавочная лаборатория, переданная под хранение экспонатов музея в 1913 году.
В районе Социалистического проспекта улица Ползунова пересекает площадь Свободы, которая до революции носила название Соборной (в честь Петропавловского собора). Напротив площади — парк культуры и отдыха Центрального района, созданный на месте «аптекарского сада» (основан в середине XVIII века). Здесь же, на площади, сохранилось более чем двухсотлетнее здание Горной аптеки (архитектор А. И. Молчанов).
После революции 1917 года и Гражданской войны Петропавловская линия была переименована в улицу Республики. Продолжением её на берегу бывшего заводского пруда являлась Набережная улица, переименованная в 1947 году в честь Ивана Ползунова, который построил в XVIII веке паровую машину на берегу того же пруда. В 1963 году эти две улицы были объединены в одну под общим названием — улица Ползунова.